# Othreis formosana
Othreis formosana là một loài bướm đêm trong họ Erebidae.